# Liste der Naturdenkmale in Setzingen
| Naturdenkmale | Anzahl |
| ------------- | ------ |
| FND           | 4      |
| END           | 2      |
| Gesamt        | 6      |

Die Liste der Naturdenkmale in Setzingen nennt die verordneten Naturdenkmale (ND) der im baden-württembergischen Alb-Donau-Kreis liegenden Gemeinde Setzingen. In Setzingen gibt es insgesamt sechs als Naturdenkmal geschützte Objekte, davon vier flächenhafte Naturdenkmale (FND) und zwei Einzelgebilde-Naturdenkmale (END).
Stand: 1. November 2016.

## Flächenhafte Naturdenkmale (FND)
| Name                         | Bild | Kennung     | Einzelheiten | Position | Fläche Hektar | Datum        |
| ---------------------------- | ---- | ----------- | ------------ | -------- | ------------- | ------------ |
| Erdfall                      | BW   | 84251120006 | Setzingen    | ⊙        | 0,1           | 6. Nov. 1996 |
| Fels mit Feldhecke           | BW   | 84251120003 | Setzingen    | ⊙        | 0,3           | 6. Nov. 1996 |
| Schafweide „Krautgartenberg“ | BW   | 84251120002 | Setzingen    | ⊙        | 2,9           | 6. Nov. 1996 |
| Wacholderheide „Kugelberg“   | BW   | 84251120001 | Setzingen    | ⊙        | 2,3           | 6. Nov. 1996 |
| Legende für Naturdenkmal     |      |             |              |          |               |              |

## Einzelgebilde (END)
| Name                     | Bild | Kennung     | Einzelheiten | Position | Fläche Hektar | Datum        |
| ------------------------ | ---- | ----------- | ------------ | -------- | ------------- | ------------ |
| Lindengruppe (4 Linden)  | BW   | 84251120004 | Setzingen    | ⊙        | 0,0           | 6. Nov. 1996 |
| 2 Linden                 | BW   | 84251120005 | Setzingen    | ⊙        | 0,0           | 6. Nov. 1996 |
| Legende für Naturdenkmal |      |             |              |          |               |              |